# أنتوني دانيلز
أنتوني دانيلز (بالإنجليزية: Anthony Daniels) مواليد 21 فبراير 1946 في ساليسبري، ويلتشاير، إنجلترا، المملكة المتحدة، هو ممثل إنجليزي بدأ مسيرته الفنية عام 1976. مشهور بتأدية شخصية سي ثري بي أو في سلسلة حرب النجوم.

## الأعمال

### أفلام
- القوة تنهض
- فيلم ليغو
- حرب النجوم الجزء الثالث: انتقام السيث
- حرب النجوم الجزء الخامس: الإمبراطورية تعيد الضربات
- حرب النجوم الجزء السادس: عودة الجيداي
- حرب النجوم الجزء الأول: تهديد الشبح
- حرب النجوم الجزء الثاني: هجوم المستنسخين
- سيد الخواتم
- حرب النجوم

## وصلات خارجية
- الموقع الرسمي
- أنتوني دانيلز على موقع IMDb (الإنجليزية)
- أنتوني دانيلز على موقع روتن توميتوز (الإنجليزية)
- أنتوني دانيلز على موقع ألو سيني (الفرنسية)
- أنتوني دانيلز على موقع ميوزك برينز (الإنجليزية)
- أنتوني دانيلز على موقع تيرنر كلاسيك موفيز (الإنجليزية)
- أنتوني دانيلز على موقع أول موفي (الإنجليزية)
- أنتوني دانيلز على موقع بوكس أوفيس موجو (الإنجليزية)
- أنتوني دانيلز على موقع قاعدة بيانات الأفلام السويدية (السويدية)
- أنتوني دانيلز على موقع إن إن دي بي (الإنجليزية)
- أنتوني دانيلز على موقع قاعدة بيانات الفيلم (الإنجليزية)